# Cowboy

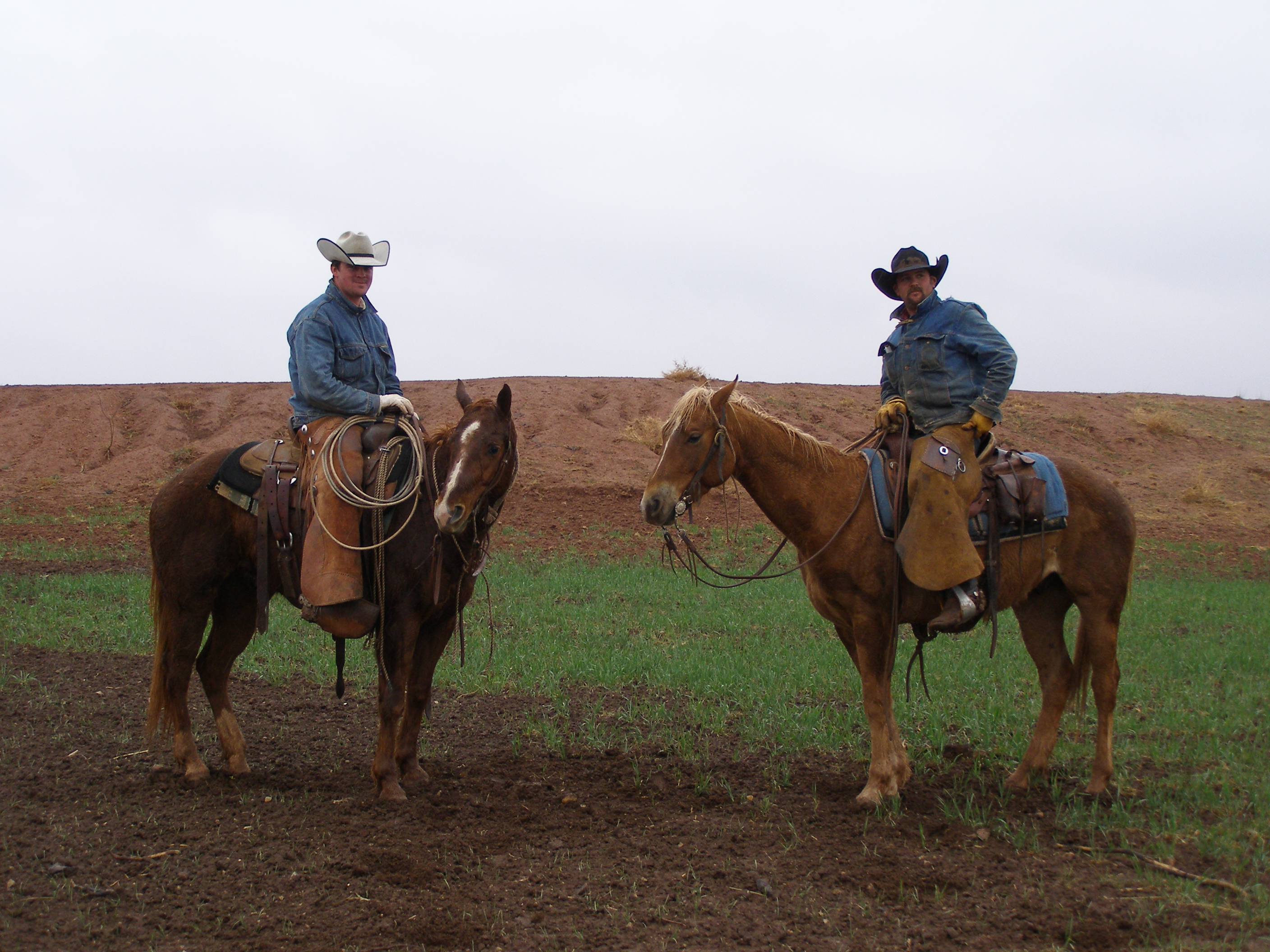
Cowboys in Texas

Een cowboy is een persoon   die vee hoedt in de extensieve veeteelt in Noord-Amerika. Deze taak wordt traditioneel uitgevoerd te paard. Tevens vervult de cowboy andere taken op en rond de ranch (boerderij). De cowboy werkt meestal voor de eigenaar van het vee, in vaste dienst of op een seizoenscontract.
De historische Amerikaanse cowboy ontstond aan het einde van de negentiende eeuw, toen eerst in New Mexico en later ook elders de behoefte ontstond om grote hoeveelheden vee – meestal runderen, soms ook schapen – te hoeden, samen te brengen en te vervoeren naar locaties waar ze gemerkt, geslacht of onderzocht konden worden. De cowboytraditie gaat terug op de vaqueros in Nieuw Mexico, knechten van de landheer die het vee te paard hoedden, en vindt haar oorsprong in de manier waarop de extensieve veeteelt al in Spanje werd bedreven. Deze werkwijze kwam met de eerste immigranten mee naar Noord-Amerika. Ze werden dan als slaaf verkocht aan de rijkere machten.
In de loop van de tijd zijn door de verschillen in terreingesteldheid, klimaat en veehouderijtradities verschillende stijlen en taken van cowboys ontstaan. Een aantal tradities qua kleding, vaardigheden en werkwijze bestaan tot op de dag van vandaag. Cowboys doen ook mee aan rodeo's, wedstrijden waar zij hun vaardigheden met vee en hun vaardigheden als ruiter kunnen tonen.
Het clichébeeld van de cowboy als revolverheld is ontstaan door de opkomst van het westerngenre, dat vooral door Amerikaanse Hollywood-filmproducties populair werd.